# Tystion
Tystion byla velšská hiphopová skupina. Založili ji v roce 1995 Steffan Cravos a Gruff Meredith. Později Meredith odešel a přidali se Curig Huws, Gareth Williams a Clancy Pegg. Všechny texty skupiny byly ve velštině. Během své existence skupina vydala několik alb. V roce 2000 vystoupila v dokumentárním filmu Beautiful Mistake, se kterém spolu s dalším velšským hudebníkem Johnem Calem zahrála píseň „Gwyddbwyll“. Skupina se rozpadla v roce 2002.